# Râpa Cișmichioi
Râpa Cișmichioi este un monument al naturii de tip geologic sau paleontologic în Găgăuzia, Republica Moldova. Este amplasată în partea de est a satului Cișmichioi. Are o suprafață de 3 ha. Obiectul este administrat de Primăria satului Cișmichioi.

## Istoric
Prima descriere a amplasamentului geologo-paleontologic din râpa Cișmichioi a fost făcută de geologul rus N. A. Konstantinova. Investigări mai detaliate au fost întreprinse de K. I. Șușpanov în anii 1970–1974. Acesta a extras și sistematizat o colecție cuprinzătoare de reminiscențe scheletice de animale vertebrate, cu precădere micromamifere.

## Descriere
„Râpa Cișmichioi” este numele dat unui fragment al râpei din dreapta șoselei care unește satele Cișmichioi și Etulia. Depozitele din râpa Cișmichioi pot fi atribuite terasei a VIII-a a Prutului, formată în pleistocenul inferior.

### Stratigrafia depozitelor
Stratigrafia generală dezvăluie prezența a două pachete de aliuviuni, separate de un strat de argilă, facies de luncă inundabilă. Depozitele au în partea superioară câte un strat de granulație fină și medie, iar la bază amestecuri mai grosiere, până la pietriș.
Stratigrafia depozitelor arată în felul următor(ordinea în tabel corespunde stratificării de la suprafață în jos):
| Nr. | Secțiune stratigrafică                                                       | Grosime (m) |
| --- | ---------------------------------------------------------------------------- | ----------- |
| 1   | cernoziom având la bază sol castaniu cu concreții de calcar                  | 3           |
| 2   | argilă amestecată cu sol castaniu                                            | 5           |
| 3   | argilă cu concreții de calcar și o fâșie de sol castaniu                     | 7           |
| 4   | sol roșu-închis cu concreții de calcar și argilă                             | 8           |
| 5   | nisip de râu cu fosile de animale și depuneri de pietriș și argilă la bază   | 6           |
| 6   | nisip de râu cu resturi scheletice de animale și depuneri de pietriș la bază | 4           |
| 7   | nisip de râu                                                                 | 3           |

### Valoare paleontologică
Materialul osteologic extras din sit este compus din peste 11 mii de resturi scheletice și dezvăluie viețuirea în zonă a peste 50 de specii de vertebrate terestre — reptile, păsări și mamifere.
Complexul de faună este raportat la etapa timpurie a Complexului faunistic Tamanian tardiv și numit după locul descoperirii: Complexul faunistic Cișmichioi.
Majoritatea osemintelor (cca 20 specii și 6 taxoni determinați până la nivelul de gen) sunt ale micromamiferelor, printre care Spermophilas nogaici, Allactaga cf. ucrainica, Spalax minor, Prolagurus (Lagurodon) arankae, Promimomys moldavicus, Mimomys reidi, Allophaiomys pliocaenicus etc. Printre cele 11 specii de reptile se numără Emys antiquae, Coronella austriaca, Natrix longivertebrata, Vipera cf. ammodytes ș.a. Mamiferele mari sunt reprezentate de elefantul Archidiskodon cf. tamanensis, calul Equus (Allohippus) aff. sussenbornensis, rinocerul Stephanorhinus etruscus, cerbul de talie mare Praemegacerus sp., cerbul-gigantic (elanul) Cervalces (Libralces) galicus și bizonul Bison (Eobison) cf. tamanensis. Aici au fost descoperite câteva specii noi de păsări, precum Gallus moldaviensis și Anas ganii.

## Statut de protecție
Obiectivul a fost luat sub protecția statului prin Hotărîrea Sovietului de Miniștrii al RSSM din 8 ianuarie 1975 nr.5, iar statutul de protecție a fost reconfirmat prin Legea nr.1538 din 25 februarie 1998 privind fondul ariilor naturale protejate de stat. Deținătorul funciar al monumentului natural era, la momentul publicării Legii din 1998, Asociația de Producție „Nerudprom”, dar între timp acesta a trecut la balanța Primăriei satului Cișmichioi.
Aflorimentul din râpa Cișmichioi este un stratotip-etalon al terasei a VIII-a (clasificarea nu este definitivă) a Prutului Inferior, cât și al depozitelor aluviene tamaniene din Republica Moldova. Datorită varietății faunei de vertebrate și descoperirii aici a unor specii noi, râpa Cișmichioi este relevată într-un complex faunistic separat.
Conform situației din anul 2016, aria protejată nu are un panou informativ, iar hotarele ei și suprafața nu sunt concretizate. În zona protejată au fost semnalate acțiuni ilegale, precum pășunatul animalelor și extragerea materiarelor de construcție. Specialiștii recomandă redenumirea sitului din „Râpa Cișmichioi” în „Aflorimentul geologo-paleontologic Cișmichioi”.